# نزهة الأبصار و محاسن الآثار
نزهة الأبصار و محاسن الآثار کتابی از ابی‌الحسن علی بن مهدی الطبری المامطیری است.

## تصحیح
این کتاب به‌کوشش محمدباقر محمودی در سال ۱۳۸۸ منتشر و در مراسم کتاب سال جمهوری اسلامی ایران به‌عنوان کتاب برگزیده معرفی شد.